# Imre Festetics
Imre Festetics de Tolna (Simaság, 2 december 1764 — Kőszeg, 1 april 1847) was een Hongaarse adellijke landeigenaar en beoefenaar van de genetica. Nog vóór Gregor Mendel, de grondlegger van de klassieke genetica, ontdekte hij erfelijke wetmatigheden die zich voordeden bij schapen.

## Genetische natuurwetten
Festetics formuleerde een aantal erfelijkheidsregels die hij ontdekte bij zijn schapenfokkerij en noemde deze de "genetische natuurwetten" (Die genetische Gesatze der Natur). Daarbij introduceerde hij het woord 'genetisch' voor het eerst in de geschiedenis; 80 jaar voordat William Bateson de term opnieuw gebruikte in een brief aan Alan Sedgwick. Festetics bedacht deze nieuwe term om zijn regels van erfelijkheid, of genetische wetten, duidelijk te onderscheiden van de fysiologische wetten van Ehrenfels. Festetics vatte zijn bevindingen samen in vier regels:
1. Gezonde en robuuste dieren kunnen hun specifieke kenmerken doorgeven aan nakomelingen.
2. Kenmerken van grootouders die anders zijn dan die van het directe nageslacht kunnen bij latere generaties terugkomen.
3. Dieren met wenselijke eigenschappen die door de generaties heen zijn overgeërfd, kunnen soms nakomelingen hebben met afwijkende eigenschappen. Dergelijke nakomelingen zijn spelingen der natuur en zijn ongeschikt voor verdere voortplanting als men specifieke eigenschappen wil behouden.
4. Een randvoorwaarde voor het succesvol toepassen van inteelt is de zorgvuldige selectie van dieren.

In deze  genetische wetten  was Festetics de eerste die de segregatie van eigenschappen empirisch herkende. Hij koppelde erfelijkheid (vererbung) aan gezondheid en kracht, en benadrukte de rol van inteelt (met sterke selectie) in het stabiliseren van eigenschapvererving voor het behouden of ontwikkelen van nieuwe rassen. Om zijn concept te illustreren, gebruikte hij schapen- en paardenrassen als voorbeeld. De observaties van Festetics wezen op belangrijke verbanden tussen biologische variabiliteit, aanpassing en ontwikkeling. Hij constateerde ook wat de gevolgen zijn van selectie en de rol daarvan binnen erfelijkheid. Hij geloofde dat zijn wetten zich ook voltrokken in natuurlijke omstandigheden binnen populaties van verschillende dieren, en zelfs bij mensen.